# Холбертон, Бетти
Фрэнсис Элизабет «Бетти» Холбертон (7 марта 1917, Филадельфия, Пенсильвания — 8 декабря 2001, Роквилл, Мэриленд) — американский программист. Одна из первых шести программистов ENIAC — первого универсального электронного цифрового компьютера. Автор изобретения точки останова для отладки программ.

## Образование
Холбертон родилась как Фрэнсис Элизабет Снайдер в Филадельфии, штат Пенсильвания в 1917 году. В её первый день занятий математики в университете Пенсильвании, профессор спросил не лучше ей было бы дома воспитывать детей. Вместе с тем, Холбертон решила изучать журналистику, потому что её учебный план позволял ей много путешествовать. Журналистика также была одной из немногих сфер, доступных для женщин, в которой можно было сделать успешную карьеру в 1940-х годах.

## Карьера
Во время Второй мировой войны многие мужчины ушли на фронт и армия нуждалась в женщинах для вычисления баллистических траекторий ракет. Холбертон была принята на работу в инженерную школу Мура как вычислитель и вскоре была выбрана одной из шести женщин для программирования ENIAC. Холбертон вместе с Кей МакНалти, Марлин Вескофф, Рут Тейтельбаум, Бетти Джин Дженнингс и Фрэн Билас запрограммировали ENIAC для вычисления баллистических траекторий в электронном виде для баллистической научно-исследовательской лаборатории (BRL) армии США. Их работа на ENIAC обеспечила каждой из них место в женском зале славы технологий.
После Второй мировой войны Холбертон работала в корпорации Remington Rand и Национальном бюро стандартов. Она была начальником программирования исследований в лаборатории прикладной математики David Taylor Model Basin в 1959 году. Она помогла в разработке для UNIVAC панелей управления, на которых числовая панель расположена рядом с клавиатурой, и убедила инженеров изменить внешний вид UNIVAC с чёрного на серо-бежевый тон, который впоследствии стал распространенным цветом компьютеров. Она была одной из тех, кто написал первую быструю систему программирования (сортировка / слияния). Холбертон использовала колоду игральных карт, чтобы разработать дерево решений для бинарной функции сортировки, и написала код, который использовал десять ленточных устройств для чтения и записи данных во время работы. Она написала первый пакет статистического анализа, который использовался во время переписи населения США 1950 года.
В 1953 году она стала начальником передового программирования в подразделении лаборатории прикладной математики Военно-морского флота в штате Мэриленд, где жила до 1966 года. Холбертон работала с Джоном Мокли над разработкой набора инструкций C-10 для BINAC, который считается прототипом всех современных языков программирования. Она также участвовала в разработке первых стандартов для языков программирования COBOL и Фортран вместе с Грейс Хоппер. Позже как сотрудник Национального бюро стандартов она была очень активной при разработке первых двух редакций стандарта языка Fortran («Фортран 77» и «Фортран 90»).
Умерла 8 декабря 2001 в городе Роквиль, штат Мэриленд в возрасте 84 лет из-за болезней сердца, диабета и осложнения от инсульта, который она перенесла несколькими годами ранее.

## Награды
В 1997 году она, единственная из шести женщин, которые запрограммировали ENIAC, получила премию Ады Лавлейс, высшую награду Ассоциации женщин в вычислительной технике.
Также в 1997 году она получила награду «Пионер компьютерной отрасли» от IЕЕЕ.
В этом же году она была включена в Зал славы Women in Technology International, наравне с другими первыми программистами ENIAC.